# Георге Георгиу-Деж
Георге Георгиу-Деж (на румънски: Gheorghe Gheorghiu-Dej; * 8 ноември 1901 г., Бърлад; † 19 март, 1965 г., Букурещ) е бивш комунистически лидер на Румъния.
За комунистическа дейност е затворен в затвора, където попада в една килия с Николае Чаушеску, и става негов политически ментор.От 1944 до 1965г е Първи и Генерален секретар на ЦК на Румънската комунистическа партия.
Той е министър-предедател на Народна република Румъния 1952-1955 г и Председател на Държавния съвет ( държавен глава) на Народна република Румъния през 1961-1965г.
По времето, през което Сталин е на власт, Георгиу-Деж е лидер на националистическа фракция на Румънската комунистическа партия (РКП), която обаче е със значително по-малко влияние от русофилската фракция на партията, ръководена от Ана Паукер и подкрепяна от Сталин. След смъртта на Сталин, Георгиу-Деж получава помощта на Хрушчов при отстраняването на „московската“ фракция на РКП и е избран за секретар на РКП – функция, която изпълнява до смъртта си през 1965 г.Преди смъртта си посочва за свой премник дотогавашния член на Политбюро  на Румънкста комунистическа партия  Николае Чаушеску който го наследява веднага след като умира.
Георгиу-Деж е считан за основоположник на индустриализацията на Румъния и за човека, който е допринесъл значително за отделянето и независимостта на страната си от СССР с наложената от него политика руската армия да бъде изведена от Румъния.
Погребан е в мавзолей в „Парка на свободата“ в Букурещ. През 1991 г., след революцията, тялото му е ексхумирано и повторно погребано в гробището Белу. 